# برلی
برلی (انگلیسی: Berlei) شرکت پوشاک استرالیایی است، که در سال ۱۹۱۷ تأسیس شد.